# ميتيوز فون توماسيني
ميتيوز فون توماسيني (بالإنجليزية: Muzio Tommasini)‏ (و. 1794 – 1879 م) هو عالم نبات، وسياسي من مملكة إيطاليا . ولد في ترييستي . تولى منصب عمدة .
توفي في ترييستي ، عن عمر يناهز 85 عاماً.

## التعليم
تعلم في جامعة فيينا